# 新多林特
新多林特股份有限公司（德語：Neue Dorint GmbH）是一家連鎖酒店集團，總部設在德國科隆。其品牌經營的多林特酒店及度假村有39間，集中於德國境內，瑞士3間，奧地利、荷蘭、捷克各1間。現今約有3360名員工，2011年營業額約有2.7億歐元。
多林特公司源於門興格拉德巴赫的家庭式旅館，在1959年開幕，由多林登家族所創立。
21世紀初期多林特公司面臨財務危機，原先歐洲120間酒店大部分被法國雅高集團、諾富特等公司收購，剩餘的連鎖酒店則另外組成新多林特公司。